# 2020 KX11
2020 KX11 est un objet transneptunien, mal connu avec un arc d'observation de seulement soixante-dix-sept jours. Il a été découvert en cherchant une cible potentielle pour la sonde New Horizons. C'est un damocloïde puisqu'il s'approche à 3 UA du soeil.